# Wardablur (Aragacotn)
Wardablur – wieś w Armenii, w prowincji Aragacotn. W 2011 roku liczyła 466 mieszkańców.